# Jonathan Tunick

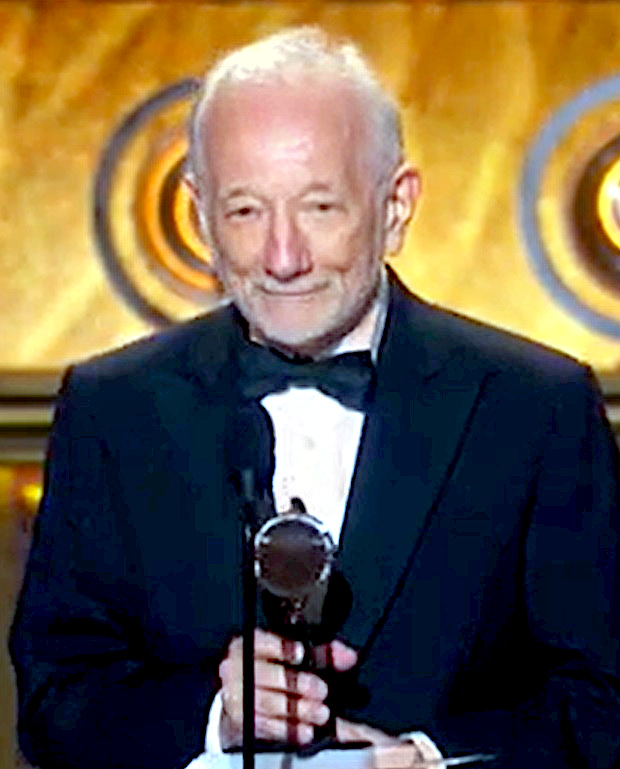
Jonathan Tunick, 2024

Jonathan Tunick (* 19. April 1938 in New York City, New York) ist ein preisgekrönter US-amerikanischer Komponist, Dirigent und Arrangeur in Film und Theater. Er schuf einige musikalische Werke für das Kino der 1980er und 1990er Jahre. Darunter Kompositionen für Filme wie The Bronx, Endlose Liebe und Find Me Guilty – Der Mafiaprozess.

## Leben und Karriere
Jonathan Tunick, geboren 1938 in New York City, besuchte zuerst das Bard College in New York, wo er seinen Bachelor of Arts erwarb. Zwei Jahre später schloss er die Juilliard School of Music 1960 mit dem Master-Studiengang ab. Er studierte Komposition unter Paul Nordoff, Vittorio Giannini und Leonard Bernstein. Schon während seiner Studentenzeit begann er Songs und Musicals für Revues zu schreiben. 1960 orchestrierte er die Revue From A to Z am Broadway. 1968 wurde er als Orchestrator für das Musical Promises, Promises von Burt Bacharach und Hal David engagiert, wo er die Möglichkeiten nutzte elektronische Musik und Rock Beats einzusetzen. Als Arrangeur arbeitete Tunick mit zahlreichen Künstlern der Entertainment-Branche zusammen, vor allem aber mit dem Komponisten Stephen Sondheim, dessen Musicals er seit 1970 orchestrierte.
Seit 1978 komponierte Jonathan Tunick auch selbst die Musik für mehrere Film- und Fernsehscores. Tunick schrieb die Musik für Filme wie Daniel Petries Kriminaldrama The Bronx mit Paul Newman, für Franco Zeffirellis romantisches Liebesdrama Endlose Liebe, für das Fantasy-Drama I Am the Cheese, für Bob Balabans Drama The Last Good Time oder für Sidney Lumets Kriminalkomödie Find Me Guilty – Der Mafiaprozess mit Vin Diesel. Darüber hinaus orchestrierte er in seiner Karriere die Musik für über dreißig weitere Kinoproduktionen, Dokumentarfilme, Fernsehfilme oder Fernsehserien und betreute als Arrangeur seit 1957 die Musik für nahezu 60 Musicals und Bühnenshows, von Take Five bis hin zum Revival von Promises, Promises im Jahr 2010.
Tunick ist einer der wenigen Personen im US-amerikanischen Showgeschäft, der alle vier großen Preise der US-Unterhaltungsindustrie gewinnen konnte, den Grammy Award, den Emmy Award, den Tony Award und den Oscar. Letzteren gewann er 1978 für die Orchestrierung von Stephen Sondheims Filmmusik Das Lächeln einer Sommernacht.
Jonathan Tunick ist mit der Schauspielerin Leigh Beery verheiratet.

## Auszeichnungen
- 1978: Oscar in der Kategorie Original Song Score and Its Adaptation or Best Adaptation Score für Das Lächeln einer Sommernacht
- 1989: Grammy in der Kategorie Bestes Instrumentalarrangement mit Gesangsbegleitung für den Song No One Is Alone von Cleo Laine

## Filmografie (Auswahl)

### Kino
- 1981: The Bronx (Fort Apache the Bronx)
- 1981: Endlose Liebe (Endless Love)
- 1983: I Am the Cheese
- 1994: The Last Good Time
- 2006: Find Me Guilty – Der Mafiaprozess (Find Me Guilty)

### Fernsehen
- 1978: Columbo: Mord à la Carte (Murder Under Glass, Fernsehreihe)
- 1978: Die liebestollen Stewardessen (Flying High, Fernsehserie, 3 Episoden)
- 1979: Rendezvous Hotel (Fernsehfilm)
- 1979: America 2100 (Fernsehfilm)
- 1979: 3 by Cheever (Miniserie, 2 Episoden)
- 1980: Swan Song (Fernsehfilm)
- 1980: Vom Bösen geblendet (Blinded by the Light, Fernsehfilm)
- 1980: The Jilting of Granny Weatherall (Fernsehfilm)
- 1981: Comedy of Horrors (Fernsehfilm)
- 1982, 1984: American Playhouse (Fernsehserie, 2 Episoden)
- 1985: Die feindlichen Zwillinge (Brotherly Love, Fernsehfilm)
- 1985: Unglaubliche Geschichten (Amazing Stories, Fernsehserie, Episode 1x07)
- 1986–1987: Disneyland (Fernsehserie, 2 Episoden)
- 1992: Mord ist ihr Hobby (Fernsehserie, 4 Episoden)